# Ligne de Paris-Saint-Lazare à Mantes-Station par Conflans-Sainte-Honorine
La ligne de Paris-Saint-Lazare à Mantes-Station par Conflans-Sainte-Honorine est une ligne ferroviaire des Hauts-de-Seine, du Val-d'Oise et des Yvelines, en Île-de-France, d'une longueur de 58 kilomètres. Ouverte de 1851 à 1892, elle est depuis essentiellement parcourue par un trafic de banlieue en provenance ou à destination de la gare Saint-Lazare à Paris, actuel Transilien Paris-Saint-Lazare (ligne J), ainsi que par des circulations fret. 
Elle constitue la ligne no 334 000 du réseau ferré national.

## Histoire

### Chronologie
- Le 28 avril 1851, ouverture du tronçon d'Asnières à Argenteuil (rive gauche de la Seine).
- Le 1er août 1863, franchissement de la Seine et ouverture de l'actuelle gare d'Argenteuil.
- Le 1er juin 1892, ouverture du tronçon d'Argenteuil à Mantes.
- Le 27 mars 1967, électrification de la ligne en 25 kV.

### Création et développements
La ligne d'Asnières à Argenteuil est concédée à Monsieur Andraud par une ordonnance royale le 10 janvier 1846.
La ligne est ouverte jusqu'à Argenteuil le 28 avril 1851. La gare se situe alors à Gennevilliers à la limite avec Colombes, les voyageurs devant emprunter le pont d'Argenteuil. La gare d'Argenteuil n'est ouverte à son emplacement actuel qu'en 1863 lorsque la ligne d'Argenteuil à Ermont - Eaubonne est mise en service.

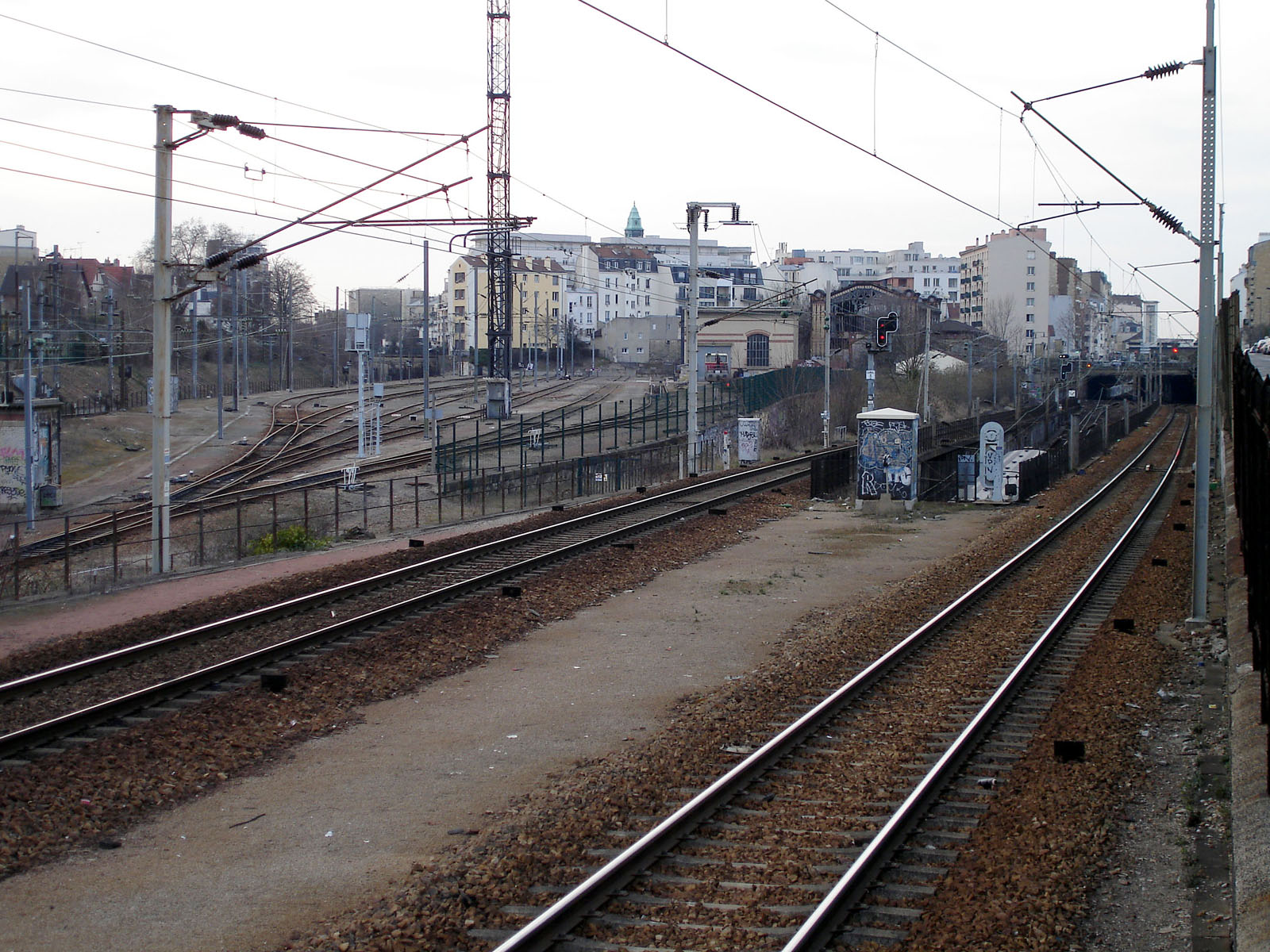
Séparation, à l'ouest de la gare d'Asnières-sur-Seine, entre la ligne vers Mantes via Poissy (à l'extrême gauche, au-delà des voies de garage) et la ligne vers Mantes via Conflans-Sainte-Honorine (au premier plan).

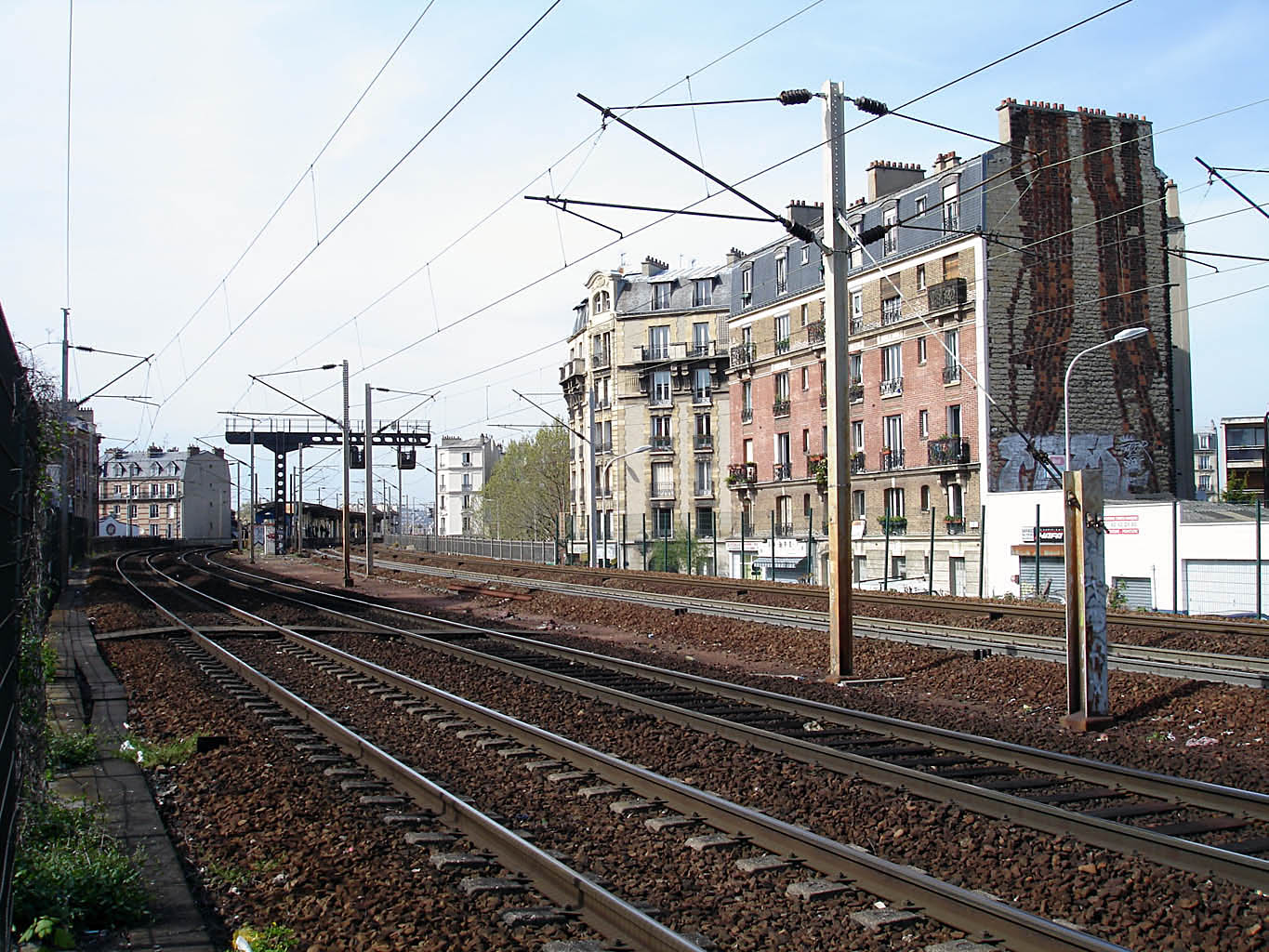
L'extrémité sud de la gare de Colombes.

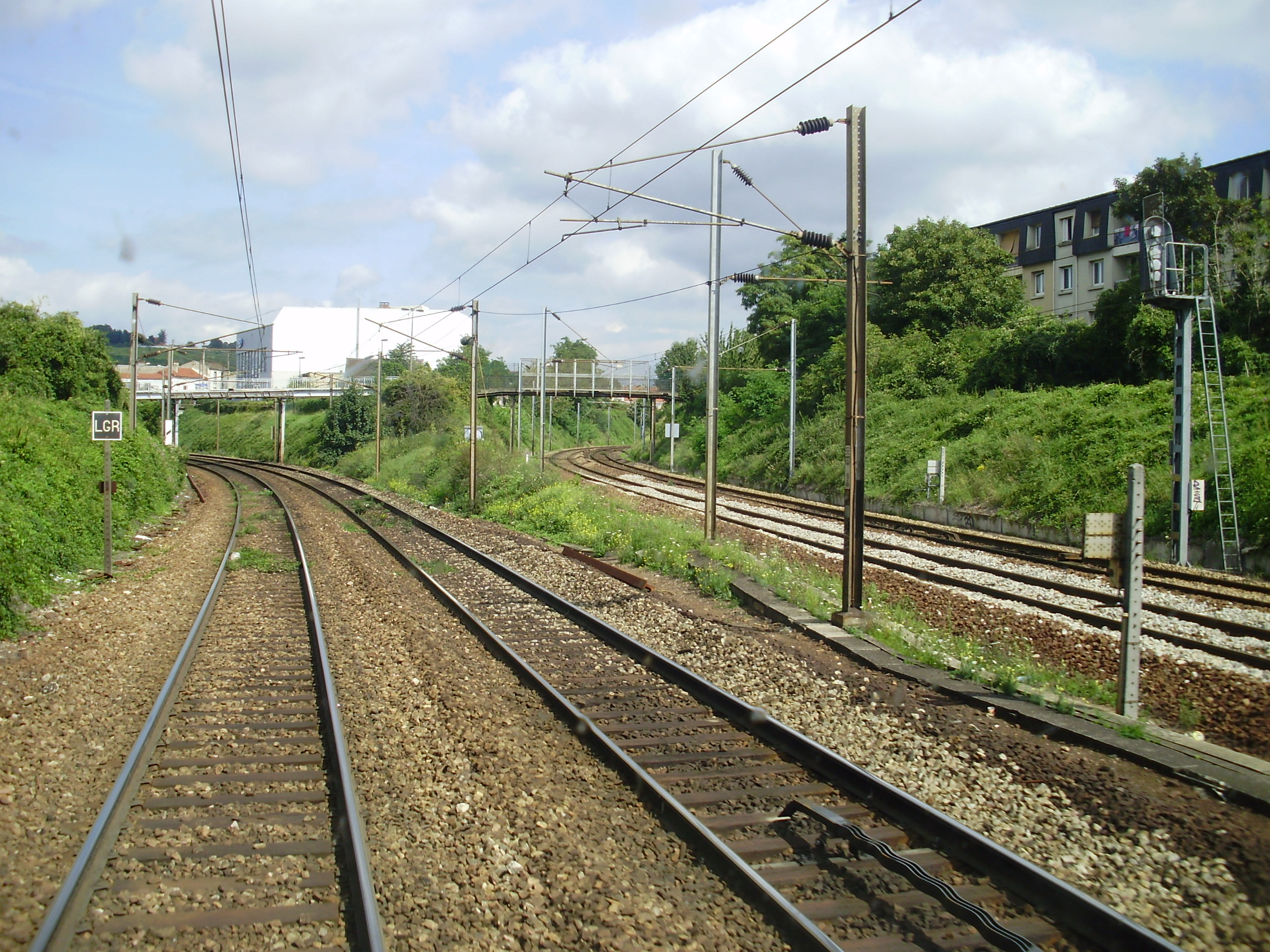
Séparation au nord de la gare d'Argenteuil, entre, à gauche, la ligne vers Mantes-Station (groupe) et, à droite, celle vers Ermont – Eaubonne (groupe IV).

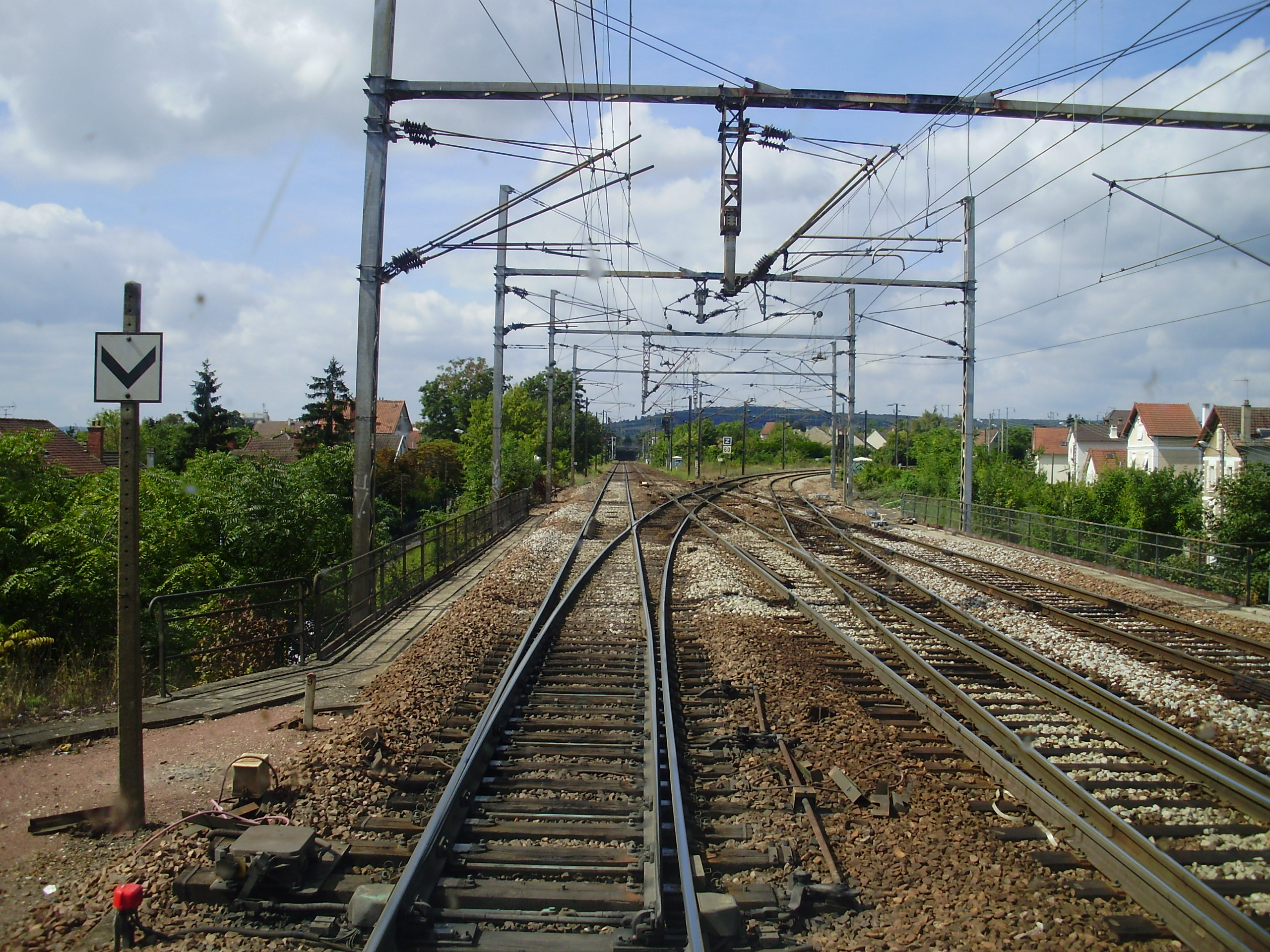
Bifurcation à l'ouest de la gare de Conflans-Sainte-Honorine, entre la ligne se dirigeant vers Mantes-Station et, à droite, une jonction permettant de rejoindre la ligne d'Achères à Pontoise.

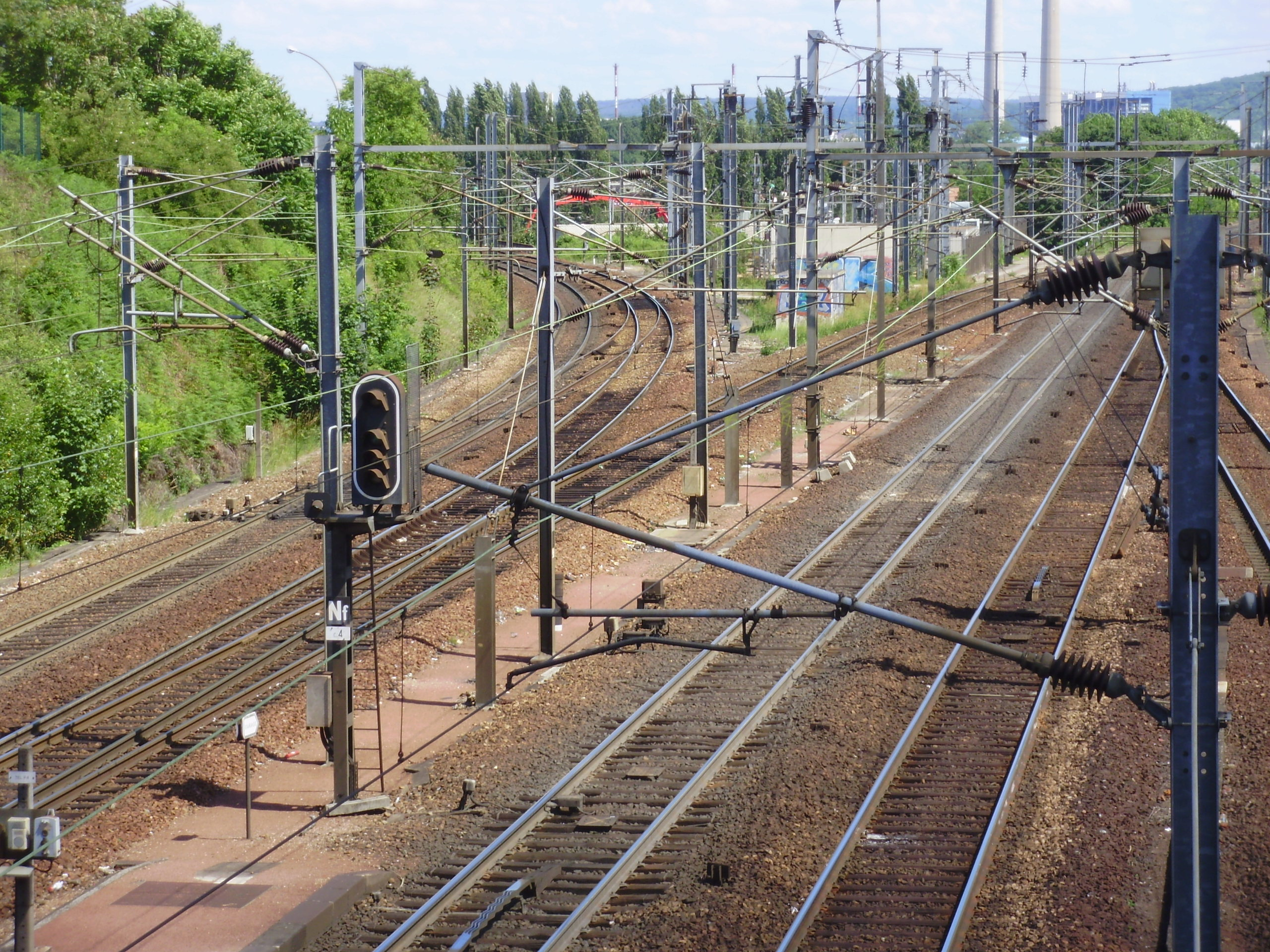
Séparation, à l'est de la gare de Mantes-Station, entre la ligne vers Paris-Saint-Lazare par Conflans-Sainte-Honorine (à gauche) et la ligne vers Paris-Saint-Lazare par Poissy (à droite).

La section d'Argenteuil à Mantes est concédée à titre éventuel par l'État à la Compagnie des chemins de fer de l'Ouest par une convention signée entre le ministre des Travaux publics et la Compagnie le 17 juillet 1883. Cette convention est approuvée par une loi le 20 novembre suivant. Cette section est déclarée d'utilité publique et concédée à titre définitif à la compagnie par une loi le 5 août 1885.
La ligne est prolongée jusqu'à Mantes-la-Jolie par la rive droite de la Seine le 1er juin 1892.
Le 27 mars 1967, la ligne est mise sous tension en courant alternatif 25 kV. Cette électrification par caténaire s'accompagne de modifications connexes, comme la création d'une troisième voie en gare de Cormeilles-en-Parisis et de Conflans-Sainte-Honorine, utilisées comme terminus de zone.

## La ligne

### Tracé
La ligne, entièrement à double voie, se dirige vers le nord-ouest, et traverse par deux fois la Seine, à Asnières-sur-Seine puis Argenteuil. Elle longe ensuite la rive droite de la Seine en direction de l'ouest, de Cormeilles-en-Parisis à Limay, avant de traverser une nouvelle fois le fleuve et rejoindre la ligne Paris - Le Havre, peu avant la gare de Mantes-Station.

### Ouvrages d’art
Les principaux ouvrages d'art de la ligne sont indiqués dans le tableau ci-dessous.
| Nom de l'ouvrage                                   | Longueur |
| -------------------------------------------------- | -------- |
| Viaduc d'Asnières sur la Seine                     | 161 m    |
| Viaduc d'Argenteuil sur la Seine                   | 195 m    |
| Viaduc du Petit Ravin                              | 24 m     |
| Viaduc du Grand Ravin                              | 96 m     |
| Pont Eiffel de Conflans-Sainte-Honorine sur l'Oise | 164 m    |
| Viaduc de Triel                                    | 65 m     |
| Viaduc de Bas Vals                                 | 66 m     |
| Viaduc de Meulan                                   | 91 m     |
| Viaduc de Montcient                                | 48 m     |
| Petit viaduc de Limay sur la Seine                 | 105 m    |
| Grand viaduc de Limay sur la Seine                 | 152 m    |

### Équipement
La ligne est électrifiée comme tout le réseau Saint-Lazare en 25 kV-50 Hz monophasé, équipée du block automatique lumineux (BAL), du contrôle de vitesse par balises (KVB) et d'une liaison radio sol-train de type GSM-R.

### Vitesses limites
Les vitesses limites de la ligne en 2012 pour les trains V 140, en sens impair, sont indiquées dans le tableau ci-dessous ; toutefois, les trains de certaines catégories, comme les trains de marchandises, sont soumis à des vitesses limites plus faibles.
| De                              | À                               | Limite |
| ------------------------------- | ------------------------------- | ------ |
| Paris-Saint-Lazare              | Potence A6 (PK 0,6)             | 30     |
| Potence A6 (PK 0,6)             | Portique C (PK 3,7)             | 70     |
| Portique C (PK 3,7)             | Bois-Colombes Voyageurs         | 80     |
| Bois-Colombes Voyageurs         | Argenteuil Triage (P3, Km 11,6) | 110    |
| Argenteuil Triage (P3, Km 11,6) | Mantes-la-Jolie                 | 130    |

## Trafic
La ligne est exploitée actuellement par la SNCF sous le label Transilien.
Depuis le retrait des VB 2N tractées ou poussées par des BB 27300 le 12 décembre 2021, seules les rames Z 50000 circulent sur l'ensemble de la ligne après avoir commencé par desservir Pontoise par la bifurcation d'Éragny en 2014.
Durant certains weekends de travaux, certaines liaisons, parfois toutes, de grandes lignes entre Paris-Saint-Lazare et en provenance ou à destination de la Normandie utilisent cet itinéraire dans les deux sens pour rejoindre les lignes de Paris-Saint-Lazare au Havre et de Mantes-la-Jolie à Cherbourg.